# Shohei Ogushi
Shohei Ogushi (大串 昇平 Ogushi Shohei?), född 21 september 2002 i Hyōgo prefektur, är en japansk fotbollsspelare.
Ogushi började sin karriär 2019 i Gamba Osaka.